# Municipio de Nebaj
Municipio de Nebaj är en kommun i Guatemala.   Den ligger i departementet Departamento del Quiché, i den centrala delen av landet, 120 km nordväst om huvudstaden Guatemala City. Antalet invånare är 53 617. Municipio de Nebaj gränsar till Aguacatán.